# Фарман, Морис
Морис Алан Фарман (фр. Maurice Alain Farman) — французский пионер авиации, автогонщик, авиаконструктор, совместно с братом Анри основавший авиазаводы Farman.

## Биография
Родившийся в 1877 году в семье английских журналистов, Морис Фарман наряду со своими братьями — Анри и Ричардом — стал одним из пионеров авиации в Европе.
Будучи чемпионом по велогонкам в тандеме с братом Анри, Морис начал участвовать в автогонках за команду «Panhard» и в 1901 году победил в «Гран-при По». В мае 1902 года выиграл «Circuit du Nord» — гонку от Парижа до Арраса и обратно. В том же году участвовал в гонке Париж—Вена, победу в которой одержал Марсель Рено.
Вскоре Морис увлёкся авиаполётами и в 1908 году купил биплан модели «Voisin». В 1909 году он устанавливает мировые рекорды по продолжительности и скорости полётов.
Позднее Морис Фарман начал производство аэропланов и в 1912 году с братом Анри создал единую компанию «Farman Aviation Works», которая расположилась в Булонь-сюр-Сене. Третий брат, Ричард Фарман, занимался финансовыми делами компании. Компания выпускала самолёты под названиями «Анри Фарман» (фр. «Henri Farman», сокр. HF) и «Морис Фарман» (фр. «Maurice Farman», сокр. MF).
Морис Фарман скончался в Париже 25 февраля 1964 года. До конца своей жизни он не имел лицензии пилота.